# سیارک ۶۱۴۰
سیارک ۶۱۴۰ (به انگلیسی: 6140 Kubokawa، نامگذاری:1992AT1) شش هزار و صد و چهلمین سیارک کشف شده‌است که در ۶ ژانویه ۱۹۹۲ کشف شد.
قدر مطلق سیارک برابر ۱۳٫۳۰ است.